# Sauvagesia erecta
Espèce
Classification APG III (2009)
Statut de conservation UICN

 LC  : Préoccupation mineure
Synonymes
Selon GBIF (14 mai 2022) :
- Sauvagesia adima var. minor Lam.
- Sauvagesia erecta var. erecta L.
- Sauvagesia erecta var. parvifolia Hoehne
- Sauvagesia erecta var. sincorensis Ule
- Sauvagesia erecta var. stricta Mart. & Zucc.

Selon Tropicos (14 mai 2022) :
- Sauvagesia adima Aubl.
- Sauvagesia erecta var. parvifolia Hoehne
- Sauvagesia erecta var. sincorensis Ule
- Sauvagesia erecta var. stricta Mart.
- Sauvagesia floribunda A. Chev.
- Sauvagesia geminiflora DC.
- Sauvagesia gracilis Steud.
- Sauvagesia grandifolia Dwyer
- Sauvagesia nutans Pers.
- Sauvagesia peruviana Roem. & Schult.
- Sauvagesia salicifolia Ging.

Sauvagesia erecta est une espèce de plantes à fleurs de la famille des Ochnaceae. C'est un arbrisseau.

Sauvagesia erecta est connu en Guyane sous les noms de Herbe St Martin, Zerb Saint Martin (Créole), Erva São Martinho (Portugais), Wɨla pili (Wayãpi), Tarub tiβarabuyene (Palikur), Erva-de-Sao-Martinho (Portugais), Adima (Kali'na).
Aux Antilles, on l'appelle Thé montagne, Thym manioc, Herbe de Saint-Martin, Thé savane, ou en créole Té montann, Té savann, Ten mannyok, Ti mannyok, Zeb a té, Ti kannel, Zeb sen Marten.

## Description
Sauvagesia erecta est une plante herbacée ou un sous-arbrisseau vivace, généralement dressée, haute de 9 à 70 cm.
Les stipules longs de 5 à 8 mm, avec des cils simples le long des marges.
Les feuilles ont le limbe de forme étroitement elliptique, mesurant 12-30 × 3-10 mm.
Les feuilles sont de forme lancéolées ou elliptiques ou oblongues-lancéolées aiguës, en coin à la base, ne dépassant pas 4 cm sur 1 cm, sessiles ou presque, stipules frangées de longs poils roussâtres 
Les inflorescences sont solitaires ou en cymes axillaires, pauciflores (1–7 fleurs), très réduites.
La bractée est inexistante ou solitaire, longue de moins de 1 mm.
Les fleurs comportent des sépales de forme lancéolée, mesurant 4-7 x 1-2,5 mm, de couleur verte, à apex souvent aristé, avec les marges parfois glanduleuses près de la base.
Les sépales sont oblongs aigus acuminés.
Les pétales sont de forme largement à étroitement obovales, mesurant 5-7 x 2-1 mm, de couleur blanche ou rose.
Les staminodes sont de forme elliptique : ceux externes sont organisées en 3 cycles, filiformes, longs de l−2 mm, et ceux internes sont sub-rectangulaire, mesurant 2-4 x 1 mm.
Les étamines sont fertiles longues de 2-3 mm.
L'ovaire est de forme subconique.
Le style est long de 4 mm.
Les fruits sont des capsules, de forme ovoïde aiguë, à peine plus longue que le calice (5 à 6 mm),,.

### Taxons infra-spécifiques
Sauvagesia erecta comporte 3 taxons infra-spécifiques :
- Sauvagesia erecta subsp. brownei (Planch.) Sastre
- Sauvagesia erecta subsp. erecta
- Sauvagesia erecta var. coriacea Sastre

## Galerie

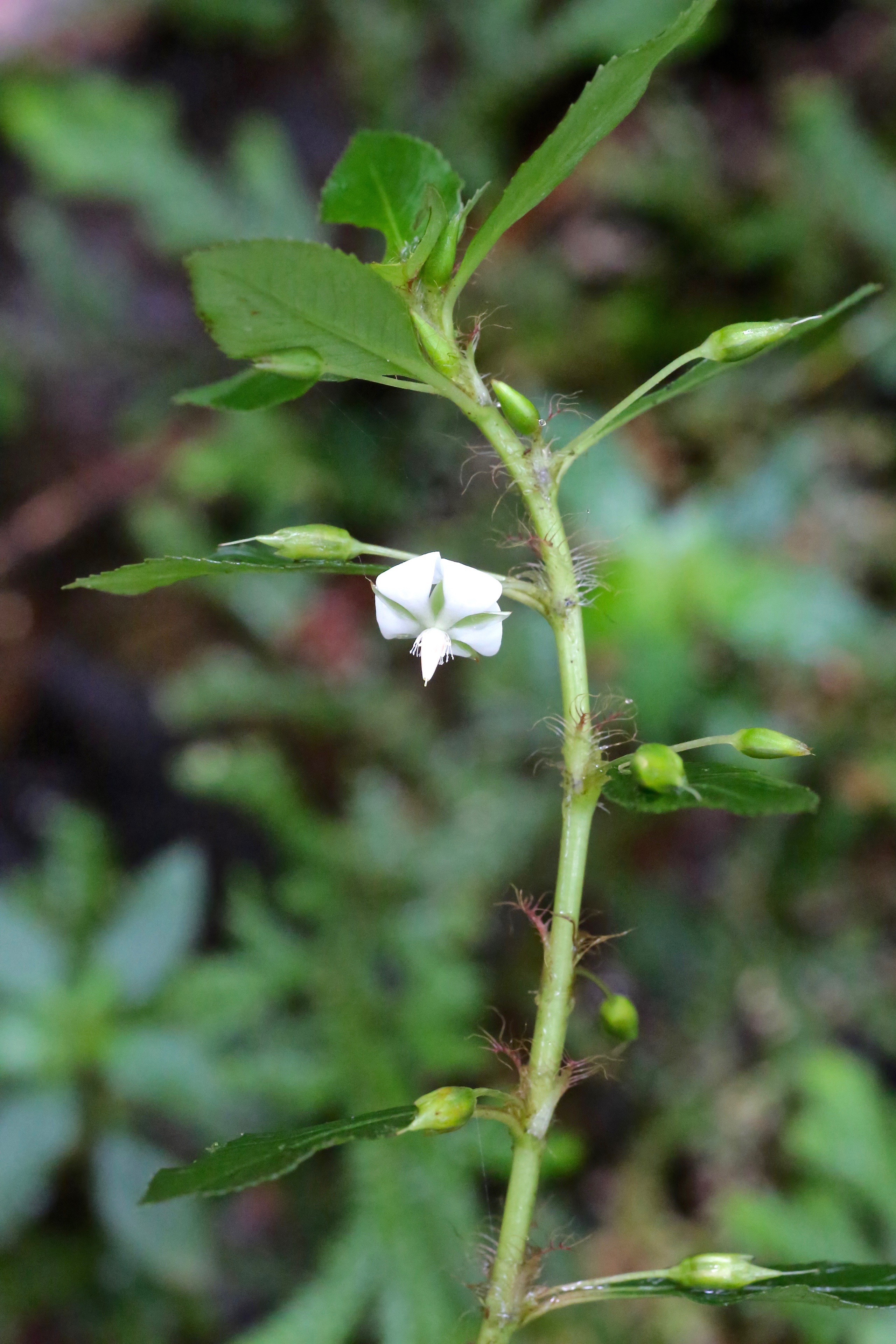
Tige fleurie de Sauvagesia erecta
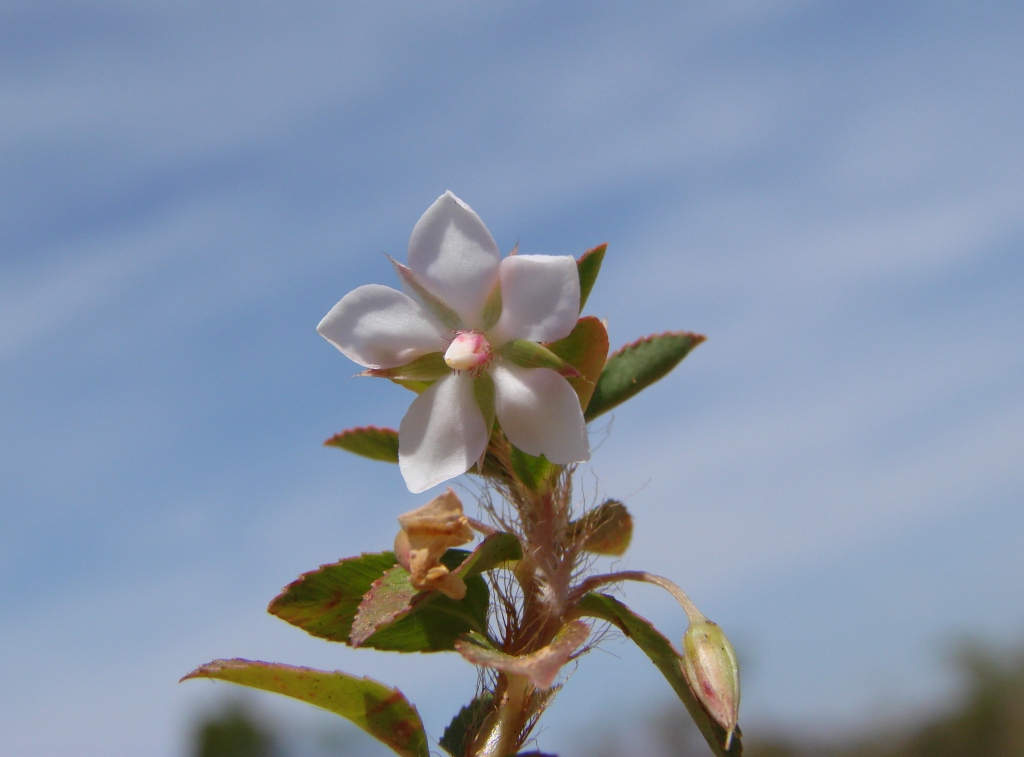
Tige fleurie de Sauvagesia erecta
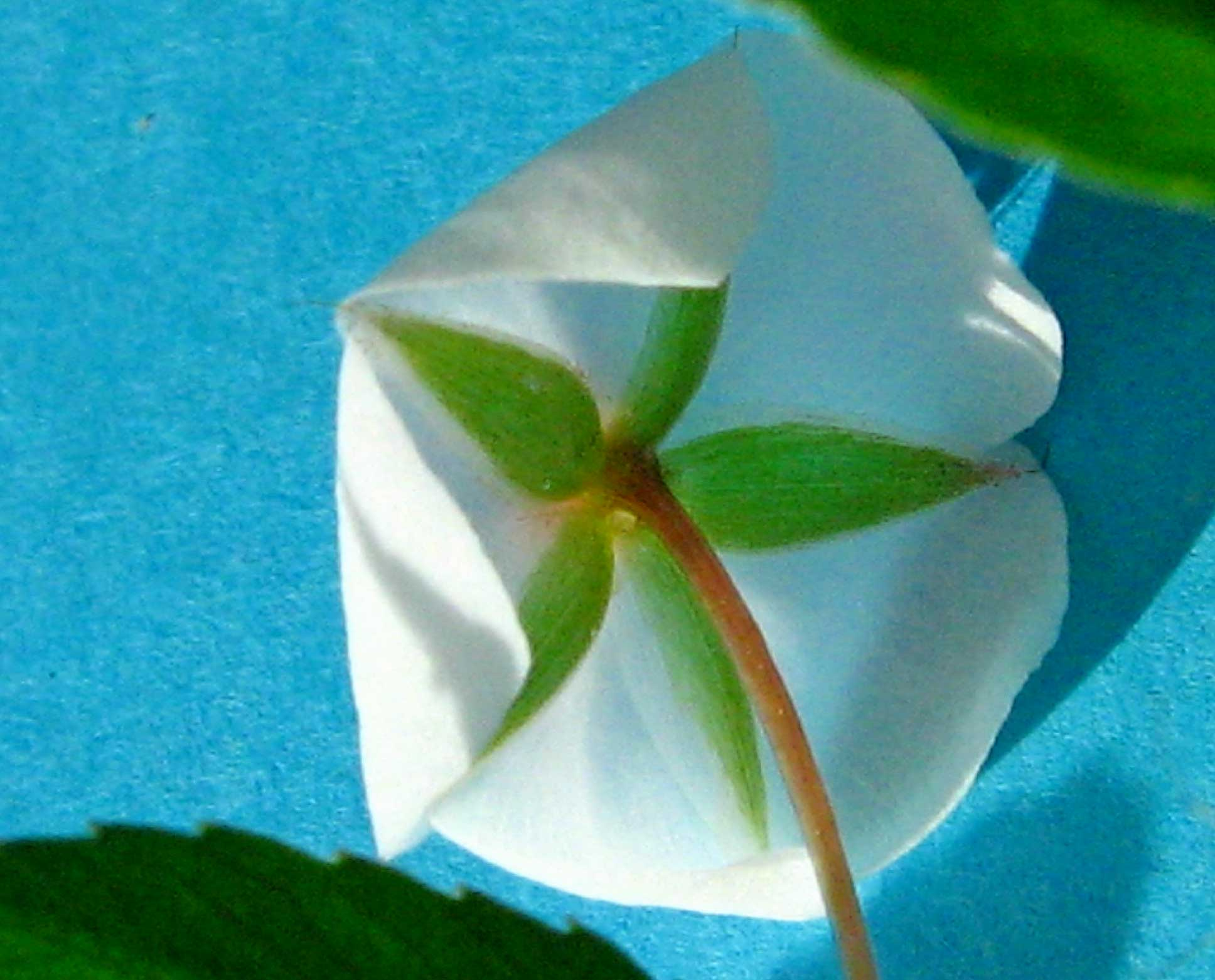
Tige fleurie de Sauvagesia erecta.
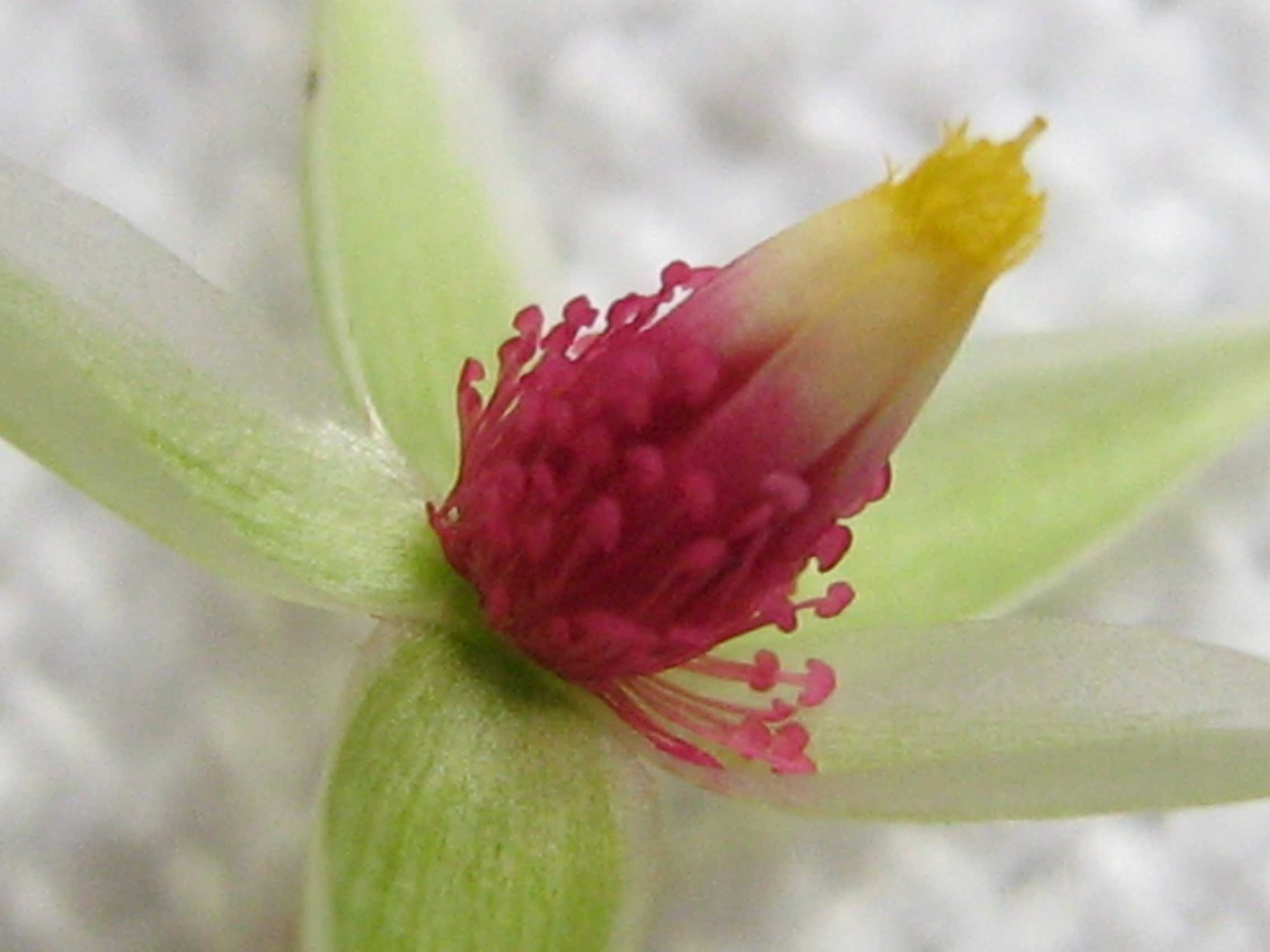
Fleur de Sauvagesia erecta.
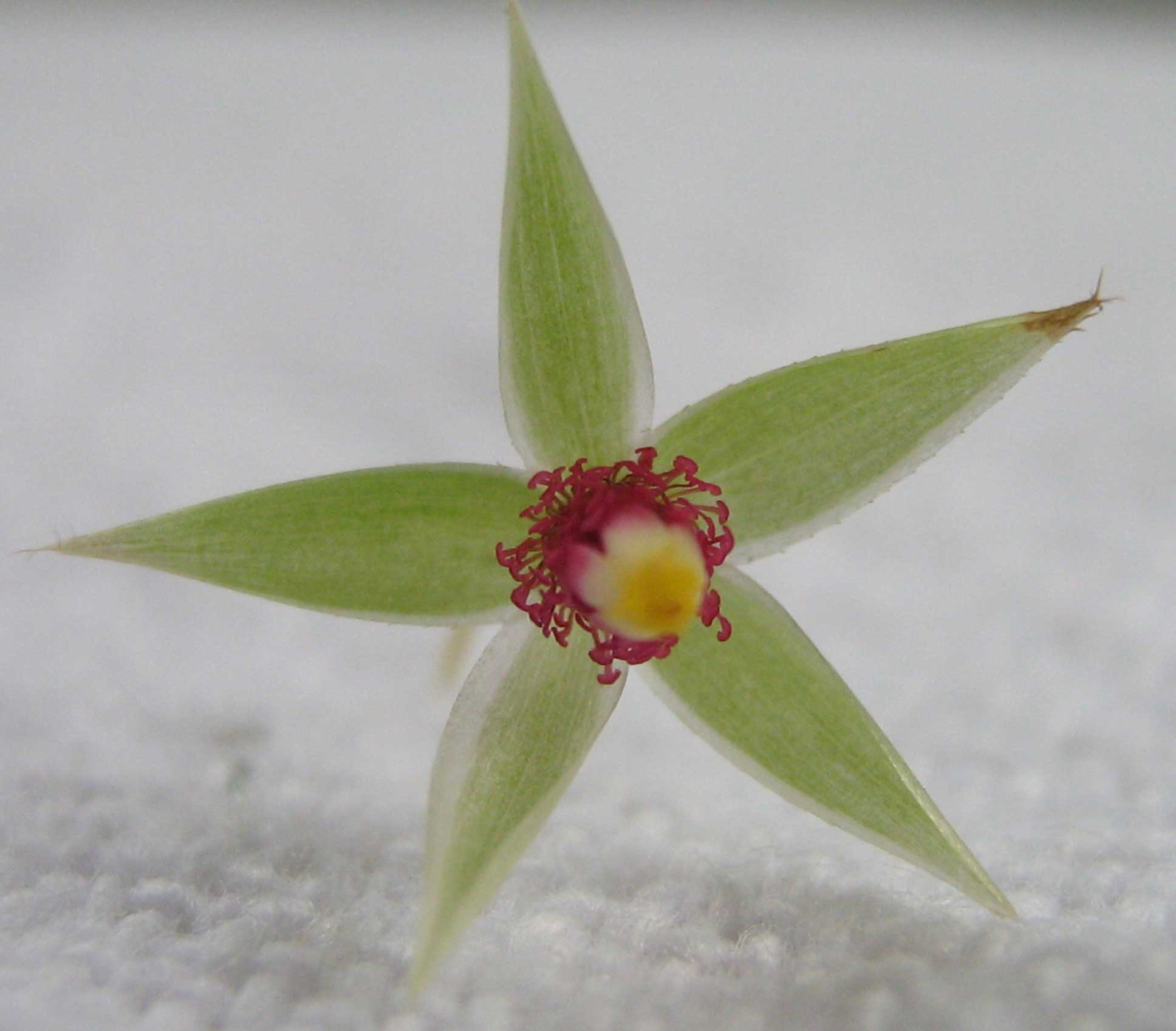
Staminodes de Sauvagesia erecta.
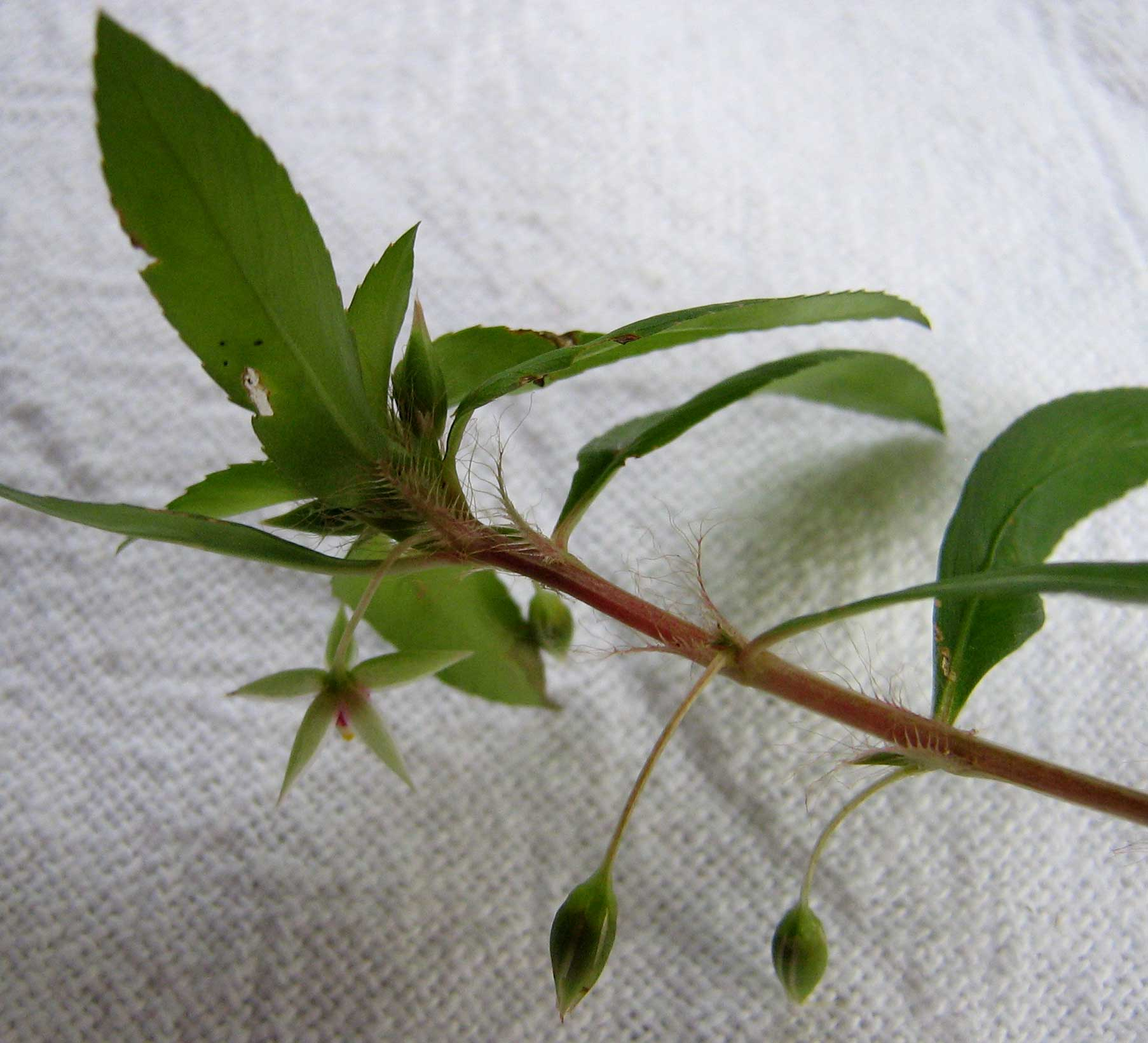
Fleur de Sauvagesia erecta.
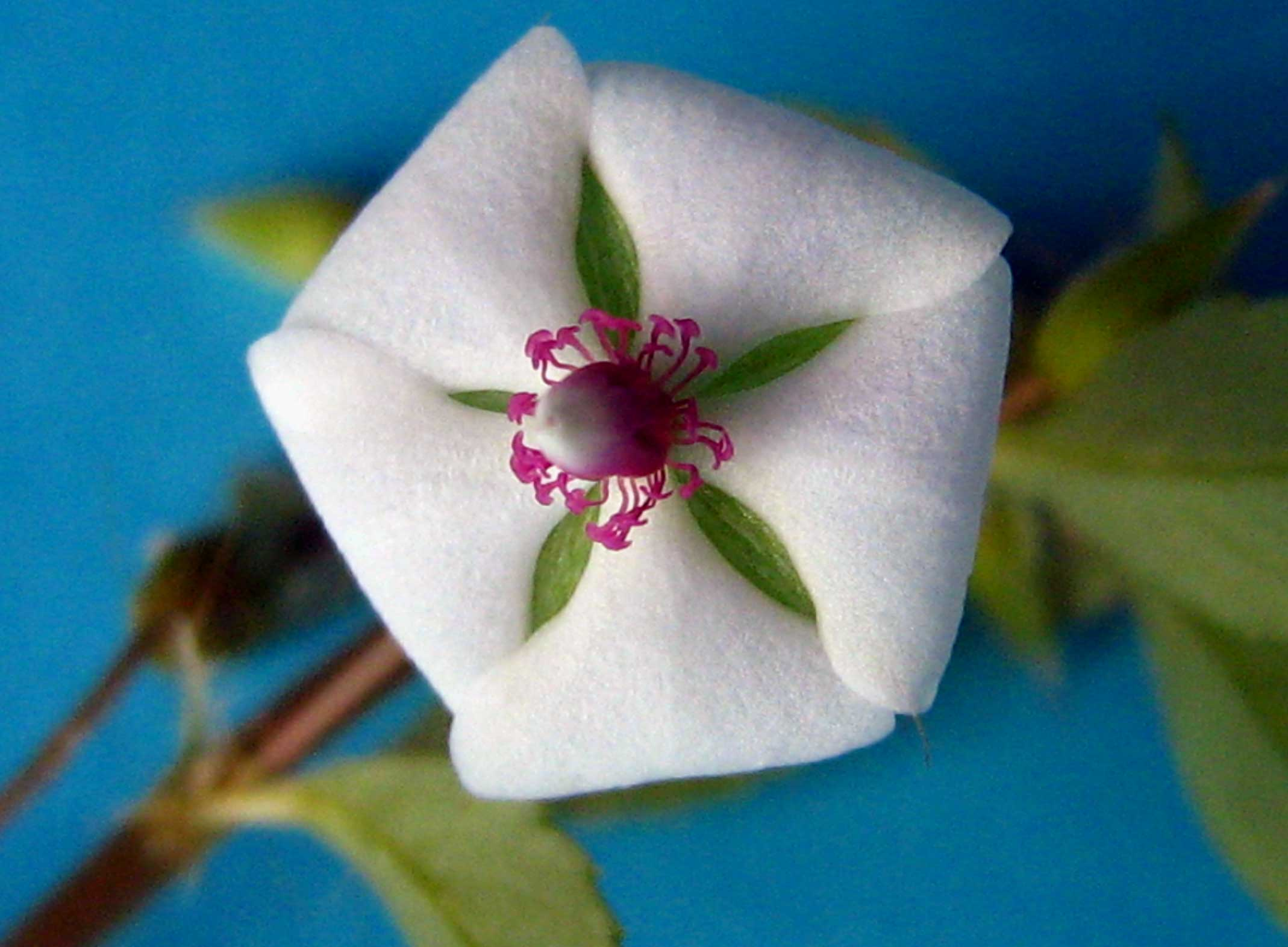
Inflorescence de Sauvagesia erecta.
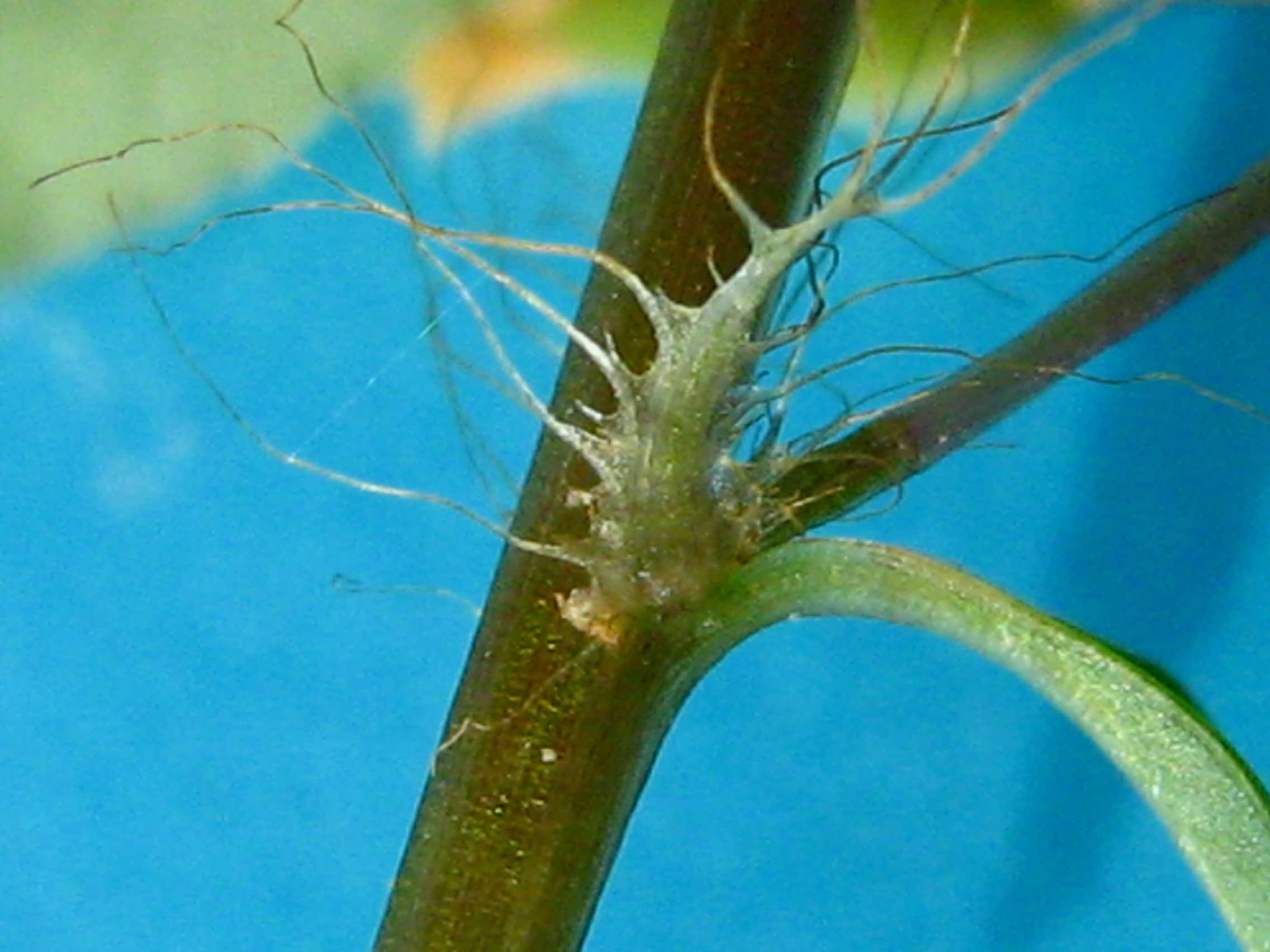
Fleur de Sauvagesia erecta.
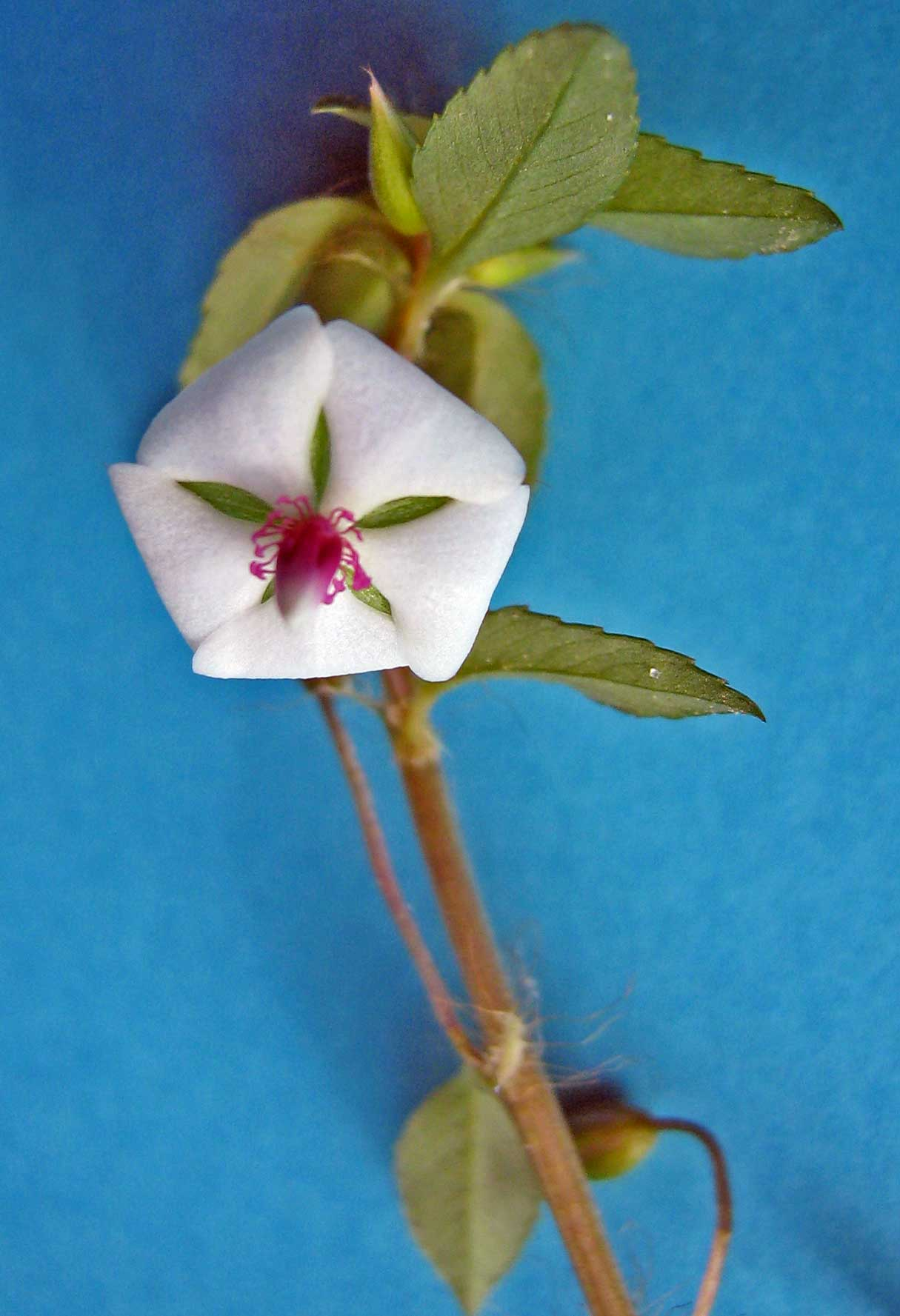
Stipule de Sauvagesia erecta.
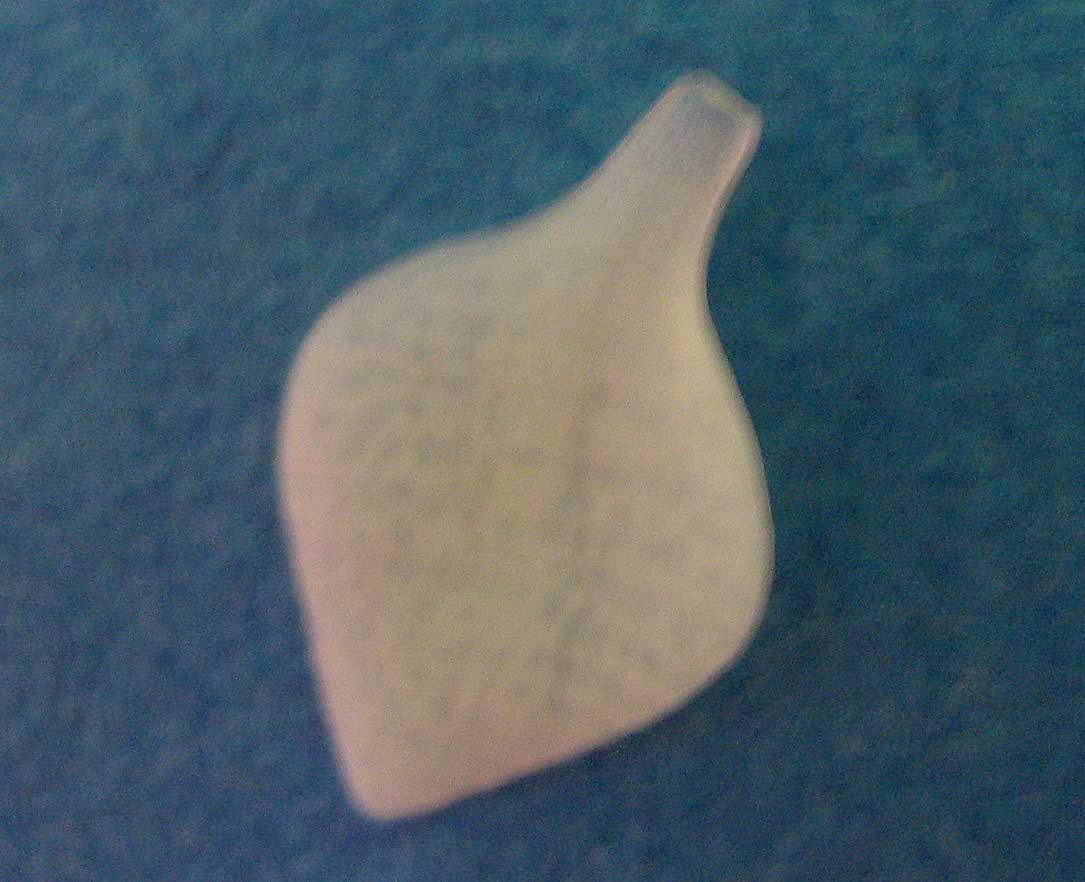
Fleur de Sauvagesia erecta.
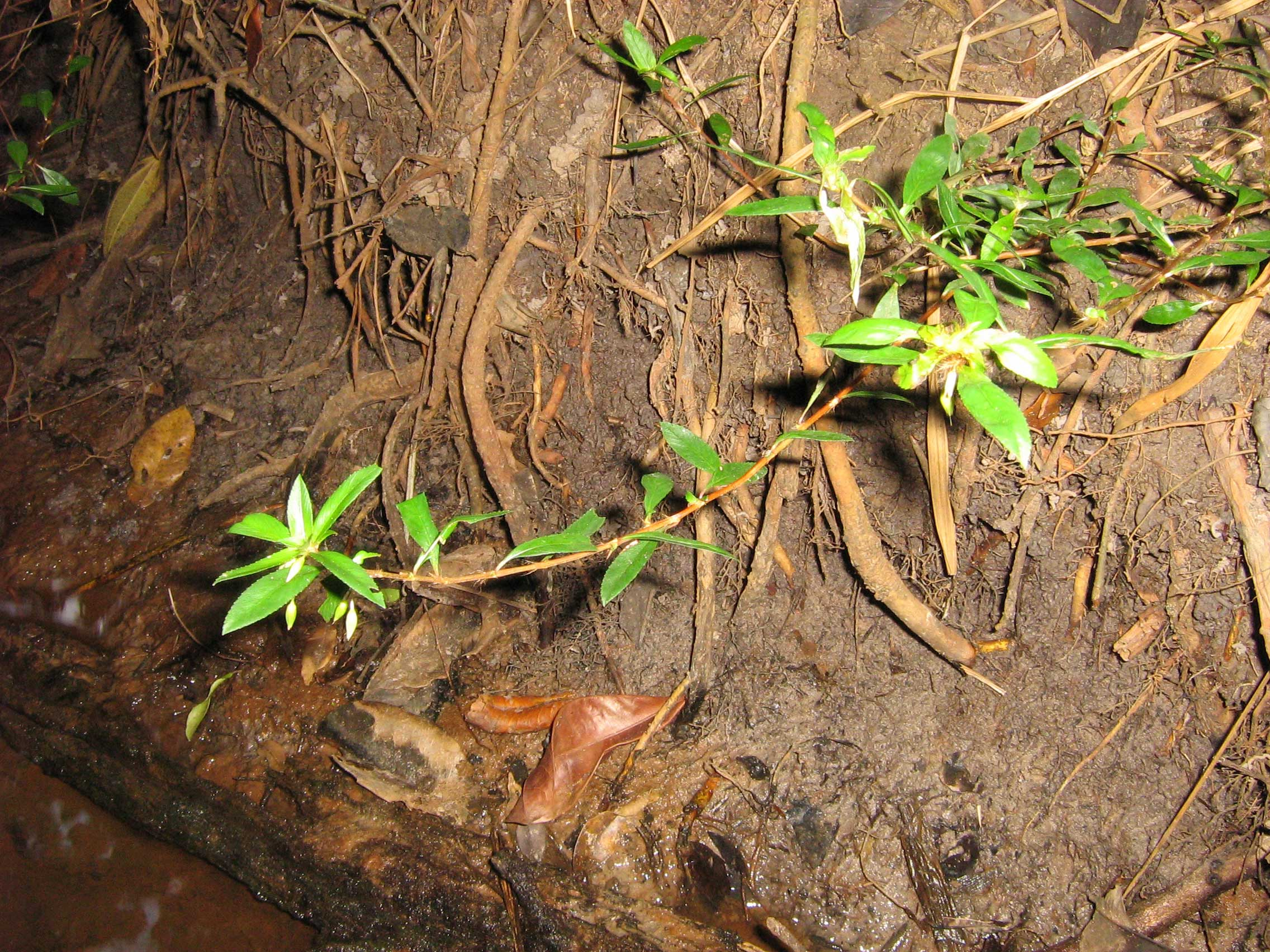
Pétale de Sauvagesia erecta.
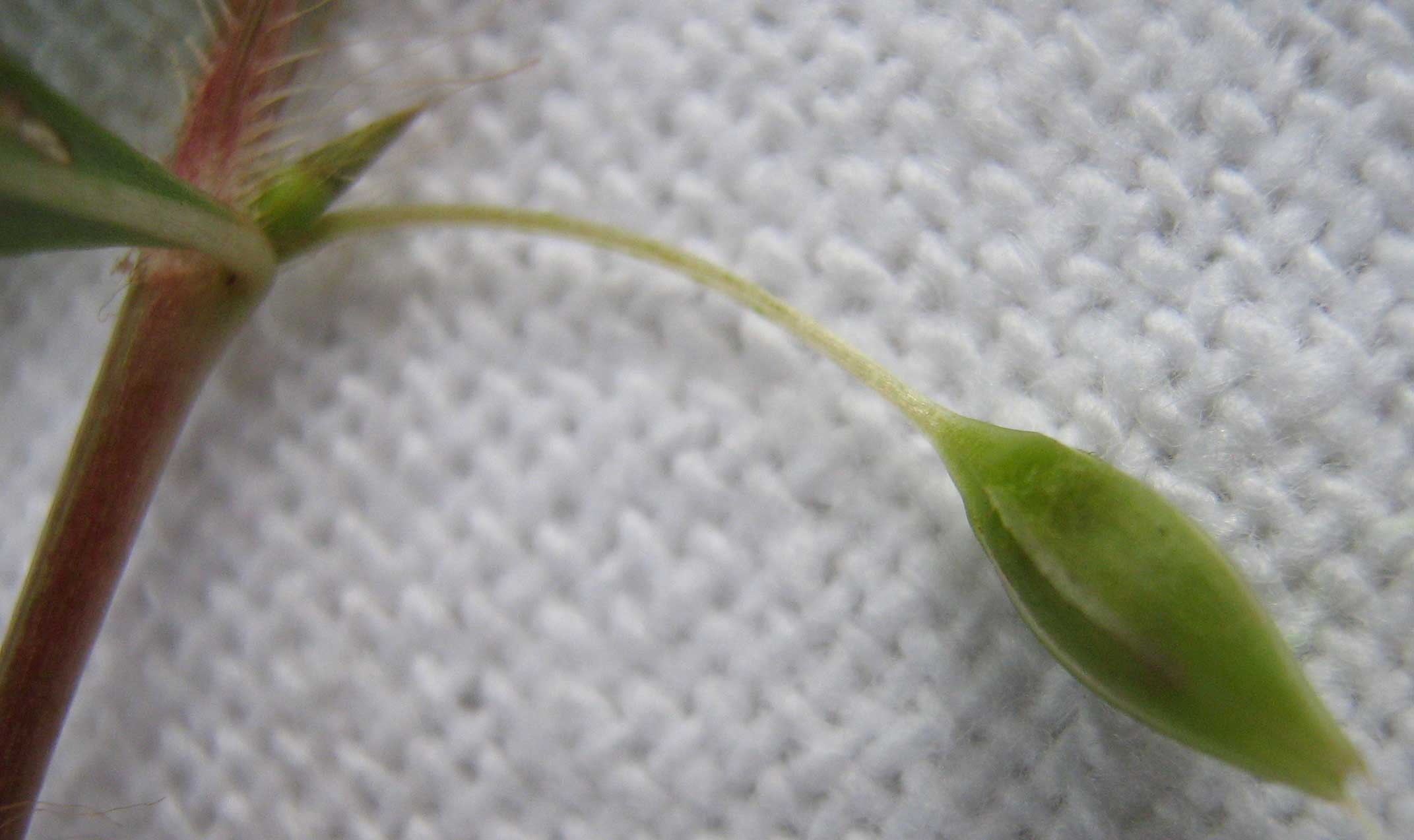
Plant de Sauvagesia erecta.
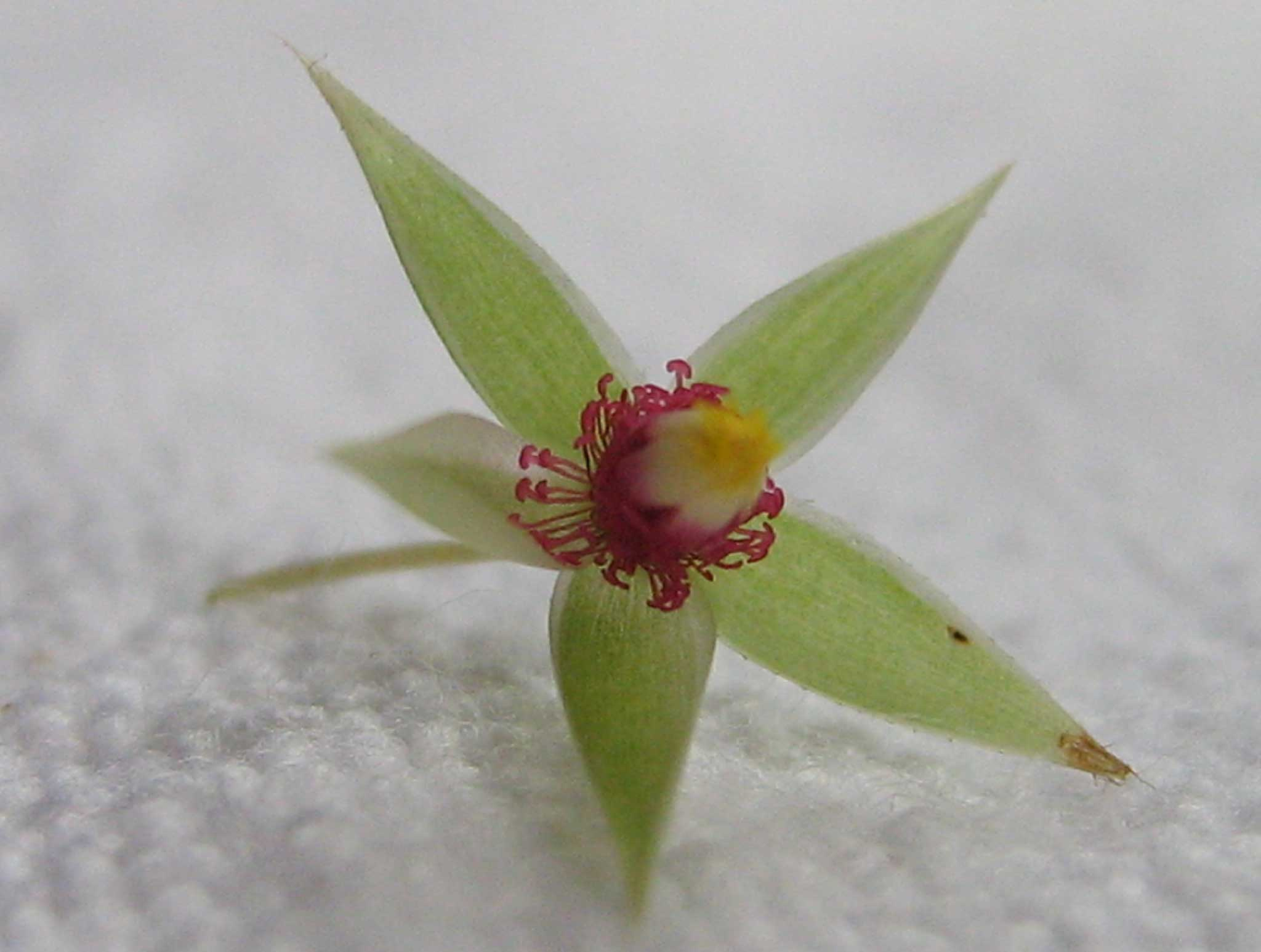
Bouton de fleur de Sauvagesia erecta.
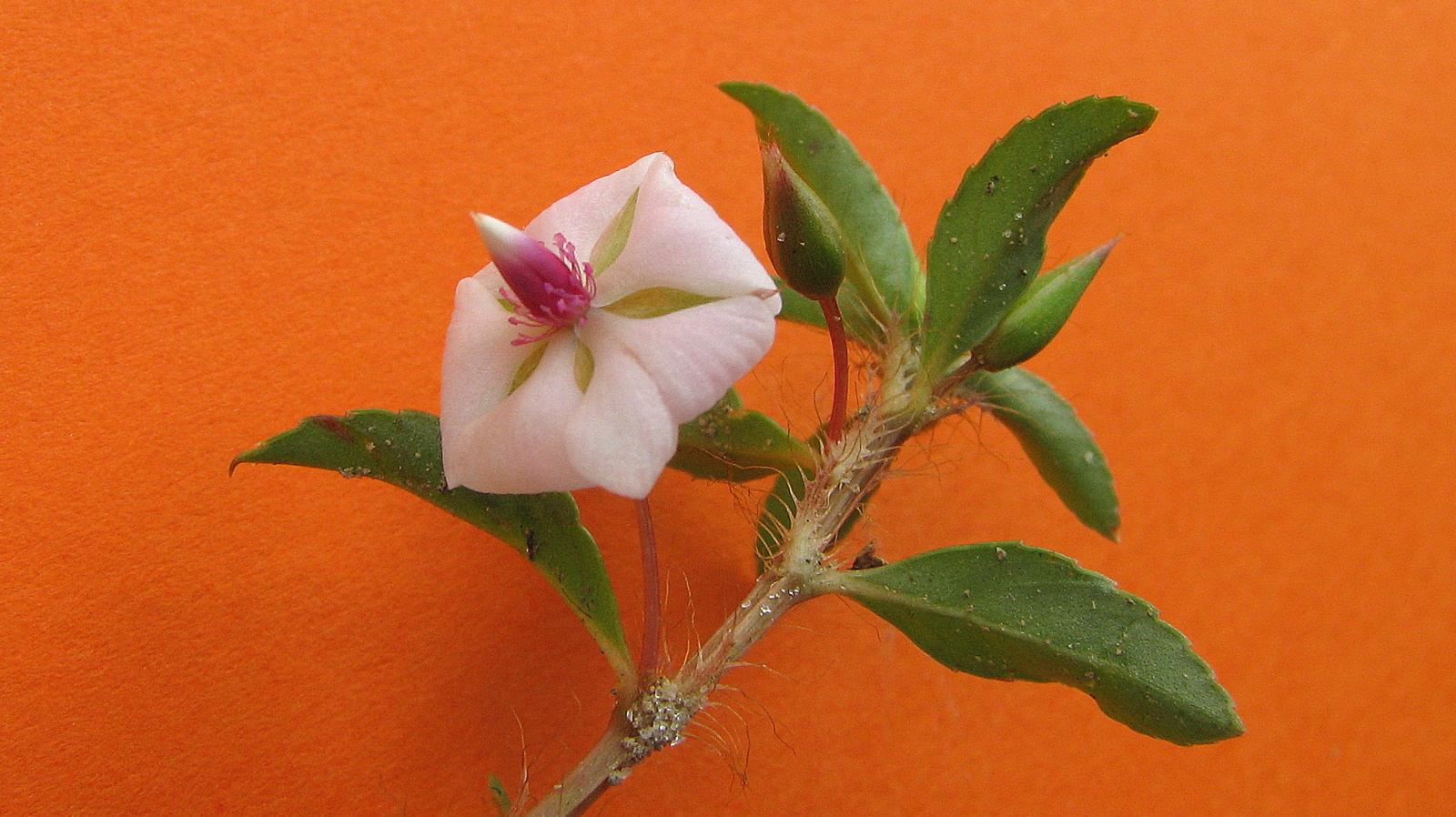
Fleur de Sauvagesia erecta.
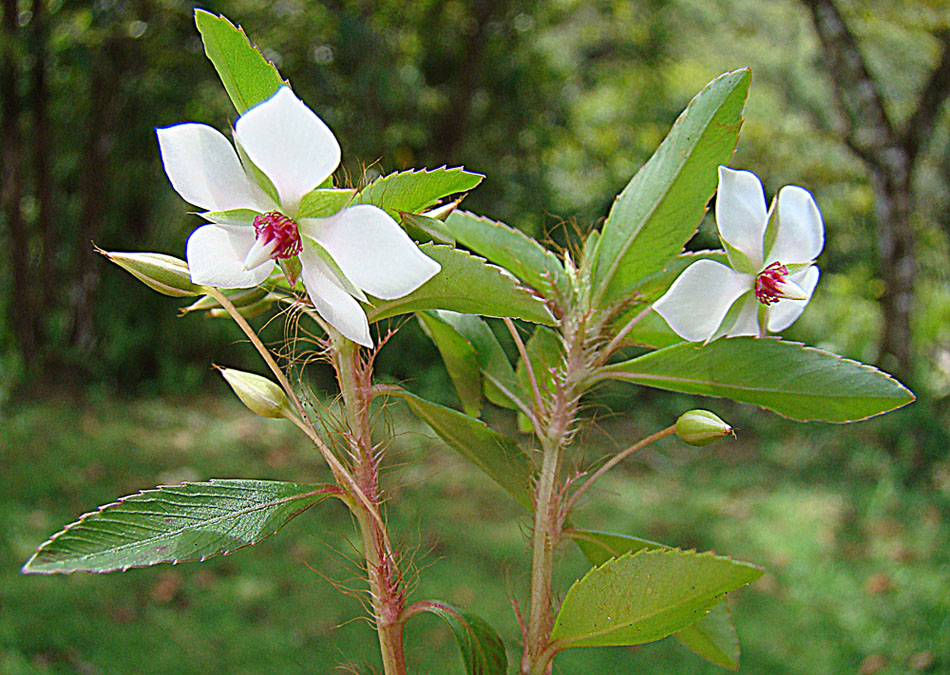
Fleurs de Sauvagesia erecta.
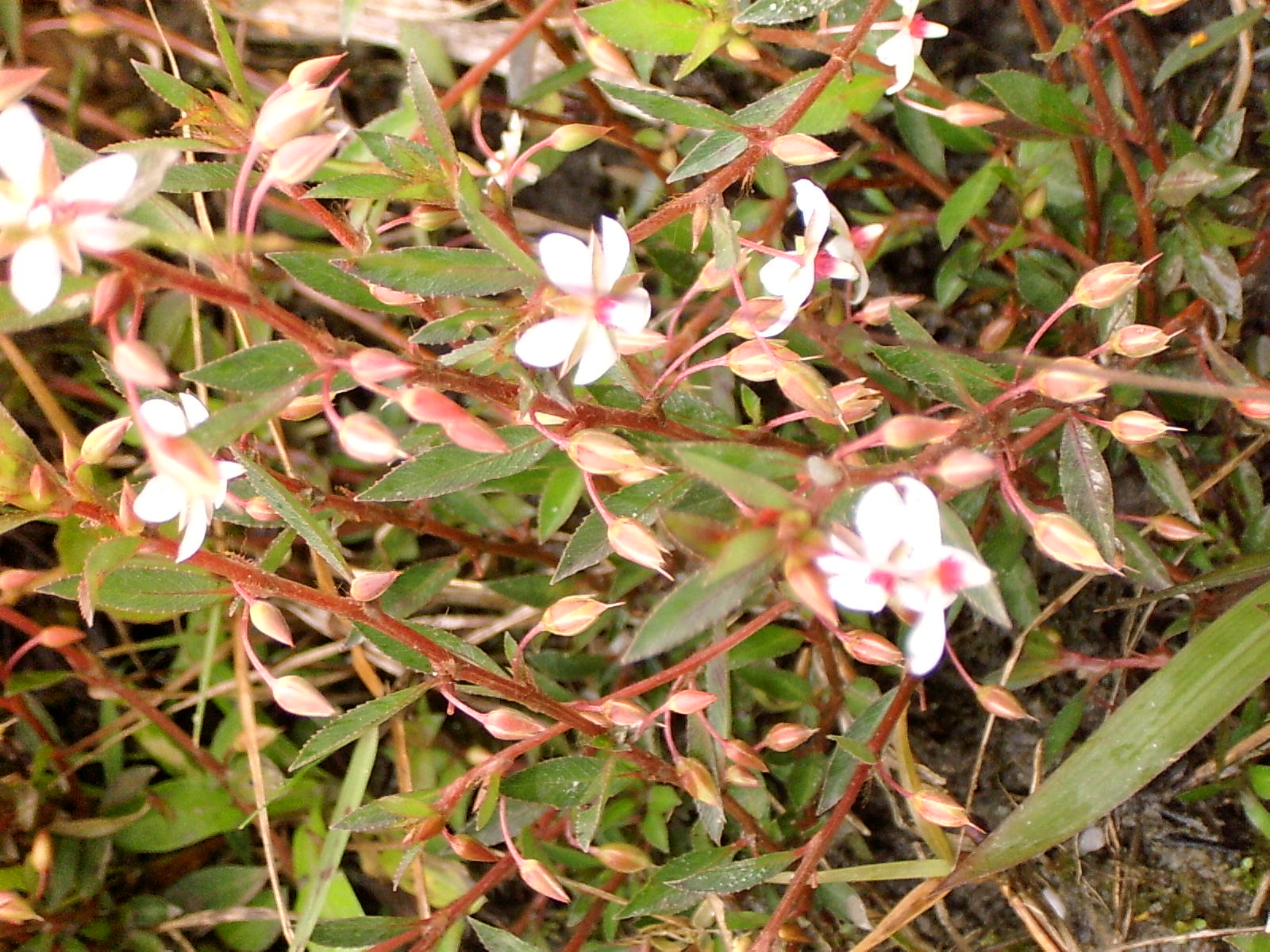
Inflorescences de Sauvagesia erecta

## Répartition
- Sauvagesia erecta subsp. erecta est présente du Mexique au nord de l'Argentine, ainsi qu'en Afrique tropicale, et à Madagascar  (mais absente de Cuba et de Jamaïque)[8].
- Sauvagesia erecta subsp. brownei (Planch.) Sastre est une plante commune dans les savanes, les fourrés et les forêts, à Cuba et en Jamaïque autour de 50-175 mètres d'altitude[10].
- Sauvagesia erecta var. coriacea Sastre.

## Écologie
Sauvagesia erecta est une herbe commune des savanes et des prairies, dans les zones perturbées, les clairières, le long des cours d'eau et des routes, végétation secondaire, depuis le niveau de la mer jusqu'à 1 200 m au Venezuela.
Il fleurit et fructifie probablement toute l'année Guyane.
L'origine des staminodes de Sauvagesia erecta a été étudiée.
La biologie de la reproduction de Sauvagesia erecta, (phénologie, fleur, pollinisation, système de sélection) été étudiée dans un vestige de la forêt atlantique au Brésil. Les fleurs sont pollinisées par des abeilles Apidae et Halictidae, notamment des genres Paratetrapedia (voleur de pollen) et Augochloropsis, qui font vibrer les fleurs pour libérer le pollen des anthères poricides.

## Utilisation
Sauvagesia erecta présente des propriétés mucilagineuses et astringentes dans le soin des ophtalmies et des diarrhées, amer aromatique, stomachique, cordial.
Aux Antilles, l'infusion est réputée avoir de vertus dans le soin de la toux, du rhume, de maux d'estomac de la diarrhées, des démangeaisons et des boutons.
Elle est aussi considérée comme diurétique et antiphlogistique contre les affections du tube digestif et des voies urinaires.
Les marchandes martiniquaises ont coutume de garder en poche une branche de « thé montagne » dans le but de favoriser leur commerce.
En Guyane, les Créoles consomment la tisane des parties aériennes comme fébrifuge.
Elle est administrée en bain chez les Palikur pour leur donner aux bébés le sens de l'équilibre et accélérer l'apprentissage de la marche.
Dans le nord-ouest du Guyana, les Caribes en font un sirop contre la grippe.
Sauvagesia erecta est aussi employée comme diurétique en Amazonie, comme soin contre les douleurs d'estomac chez les Siona de l'Équateur, et comme abortif chez les Aweti du Xingu.

### Chimie
Les parties aériennes de Sauvagesia evecta contiennent des anthocyanes, des procyanidols, des tanins catéchiques et des flavonoïdes notamment quatre C-glycosyl-flavones abondantes dans les feuilles (vitexine, vicénine-2, orientine et isoorientine).
D'autres analyses chimiques ont permis d'isoler aussi des terpènes, du sitostérol et du stigmastérol, de l'acide ursolique, du lupéol, de l'α et β-amyrine, des terpènes glycosylés (3-β-O-β-Dglucopyranosyl β-sitosterol et 3-O-β-D-glucopyranosyl stigmasterol), des isoflavone (5,7,4'- trimetoxy-isoflavone), et le flavonoïde vitexine.

## Protologue
En 1775, le botaniste Aublet propose le protologue suivant pour Sauvagesia adima (synonyme de Sauvagesia erecta L., 1753 var. erecta) :

« SAUVAGESIA (Adima). foliis oblongis, ſerratis ; floribus longè pedunculatis. (Tabula 100 – fig.a)
Iron herbaceus minor, foliis oblongis, leviſſimè crenatis ; ſtipulis ciliatisi floribus ſingularibus ad alas. Brow. Jam. p. 179. tab. 12. fig. 3.

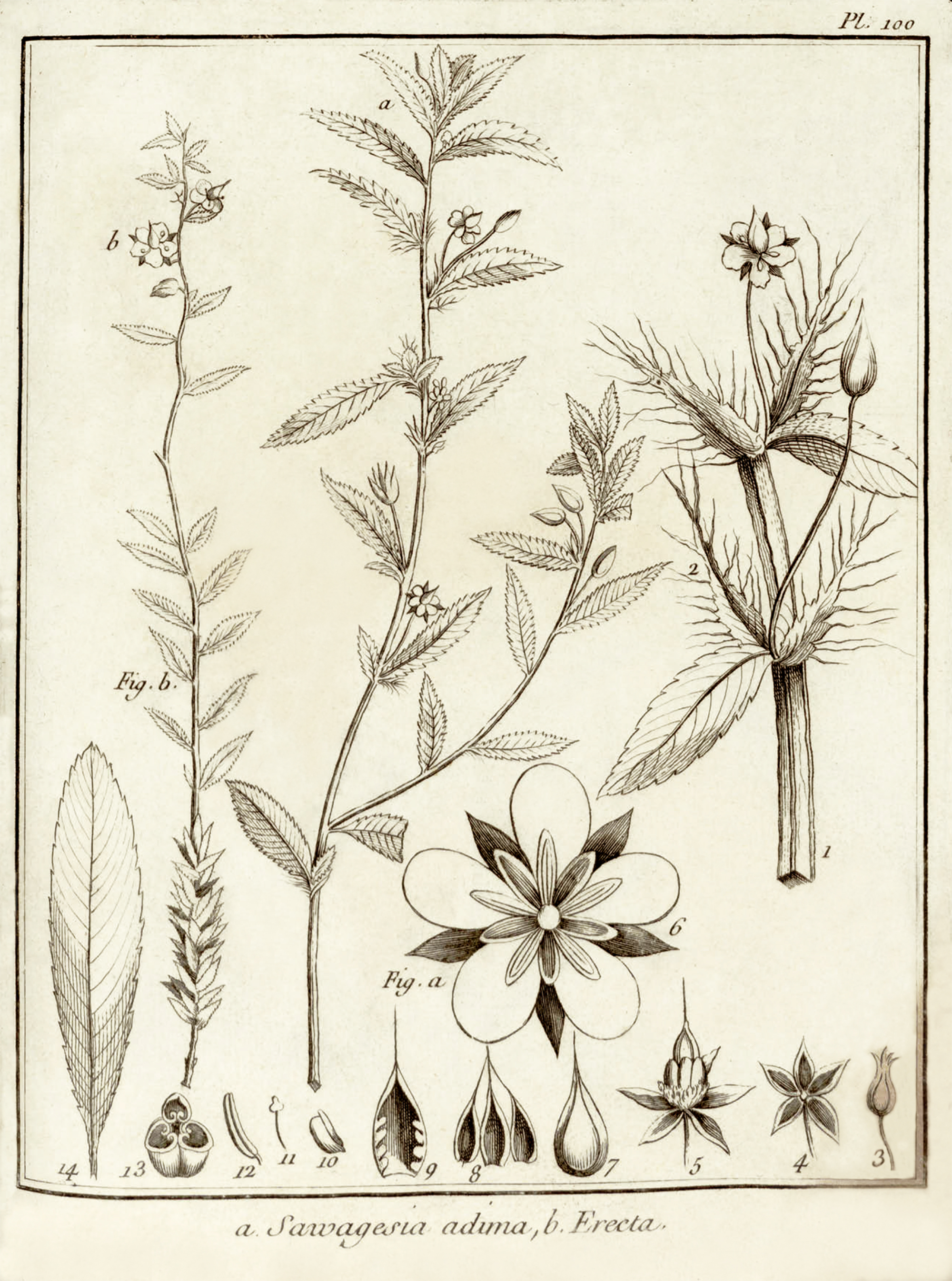
Sauvagesia erecta d'après Aublet, 1775
Planche 100 : 1. Tige groſſie. - 2. Stipules. - 3. Bouton de fleur. - 4. Calice. - 5. Corolle. - 6. Corolle ouverte ſans piſtil. - 7. Capſule. - 8. Capſule ouverte, en trois valves. - 9. Valve ſéparée. Semences. - 10. Semence ſéparée. - 11. des filets qui entourent la corolle. - 14. Étamine. - 14. Capſule coupée en travers. - 14. Feuille de grandeur naturelle.

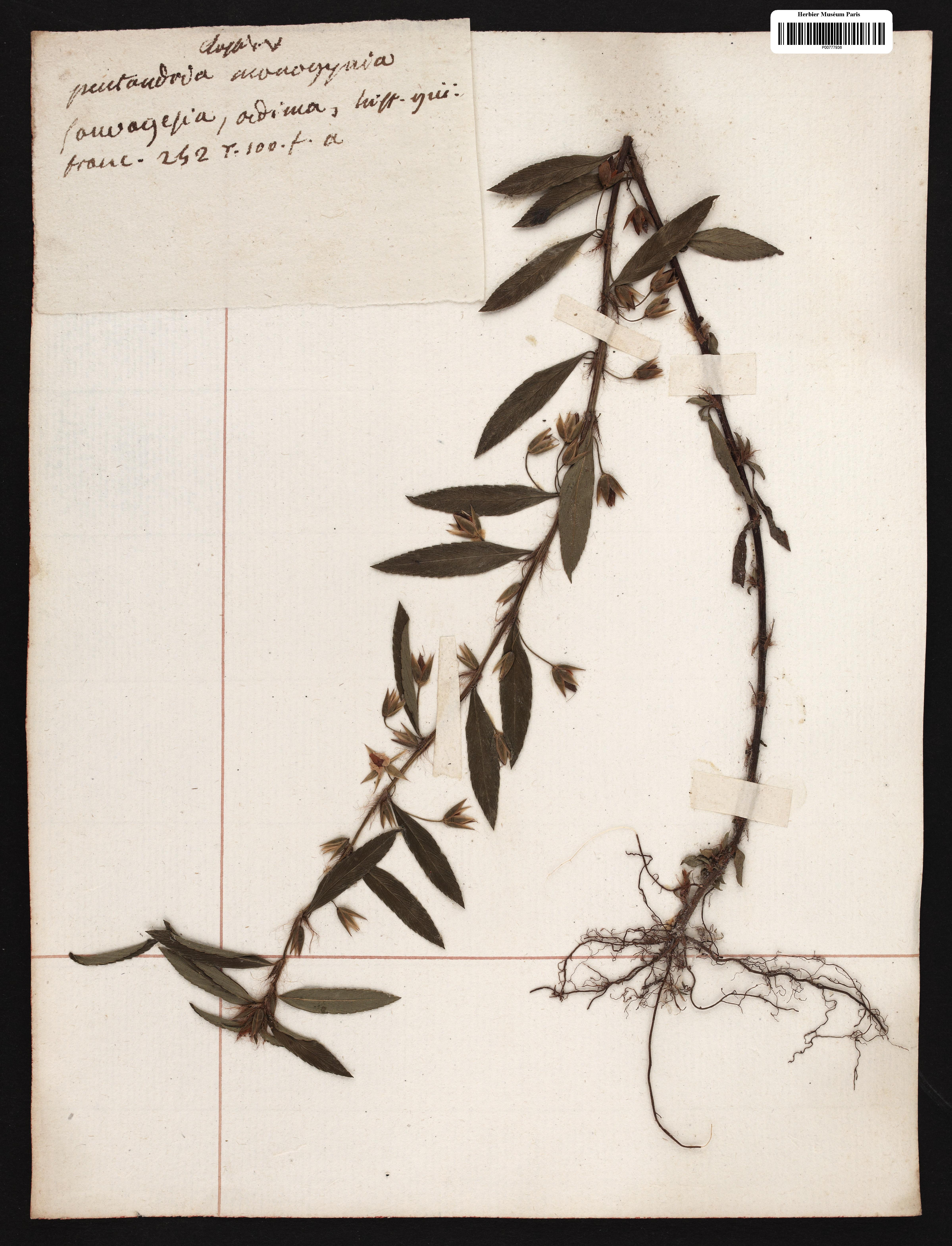
échantillon type de Sauvagesia adima Aubl. (synonyme de Sauvagesia erecta L. var. erecta) collecté par Aublet en Guyane

Planta perennis, bipedalis, caules plures, ramoſos, angulatos, è radice emittens. Folia alterna, ovato-lanceolata, dentata, denticulis rubris, glabra, nitida, eleganter venoſa ; stipulæ binæ, non deciduæ, oblongæ, anguſtæ, ciliatæ, ciliis longis, rufeſcentibus. Flores pedunculati, ſolitarii vel gemini, axillares.
Floret variis anni temporibus.
Habitat in pratis humidis, & ad ripas rivulorum Caïennæ & Guianæ.
Nomen Caribæum ADIMA.

LA SAUVAGE Adima. (PLANCHE 100 – fig.a).
Cette plante s'élève a la hauteur d'environ deux pieds. Sa racine eſt filamenteuſe & fibreuſe. Sa tige eſt anguleuſe : à meſure quelle s'élève elle pouſſe des branches qui partent chacune de l'aiſſelle d'une feuille, ce qui rend cette plante chargée de rameaux épars en tout ſens. 
Ses feuilles ſont placées alternativement, ayant à leur naiſſance deux stipules longues, étroites & ciliées de couleur rougeâtre. Ses feuilles ſont longues, ovales, fermés, liſſes, vertes, finement dentelées à leur bord qui eſt rougeâtre, garnies de nervures qui s'étendent de la côte du milieu à chaque dentelure. De la baſe de chaque feuille & des ſtipules ſe prolonge une côte ſaillante qui s'étend ſur la tige, & va ſe perdre à l'aiſſelle de la feuille qui eſt dans la même direction. 
Les fleurs ſortent des aiſſelles des feuilles, ſolitaires, ou deux à deux, portées ſur des pédoncules grêles, rougeâtres, longs d'environ un demi-pouce. Les boutons de fleur ſont gros comme un grain d'orge, ayant la forme d'une tulipe non-épanouie, & couverte de poils roux qui tombent. 
Le calice eſt diviſé très profondément en cinq parties longues, ai-gués, & qui ſe recouvrent les unes les autres latéralement : elles ſont fermés & vertes, intérieurement concaves, extérieurement convexes, & ſubſiſtent après la chute de la corolle. 
La corolle eſt à cinq pétales arrondis, blancs, dont l'onglet eſt très court & colore de rouge, places a l'oppoſé des diviſions du calice. 
Entre ces pétales extérieurs & cinq autres petits pétales intérieurs il, a une couronne de petits filets rouges, termines chacun par une petite tête priſmatique. Cette couronne de filets ne s'élève qu'à la moitié des pétales intérieurs. 
Les pétales intérieurs au nombre de cinq ſont plus petits que les extérieurs d'environ un tiers ; ils ſont blancs, droits, formant un cylindre qui couvre les étamines. 
Les étamines ſont au nombre de cinq. Leurs filets ſont très courts, attaches a l'oppoſé des pétales. Les anthères ſont longues, partagées par un ſillon longitudinal, & s'ouvrent a leurs ſommets pour laiſſer ſortir une pouſſière jaune. 
Le piſtil eſt un ovaire arrondi par ſa baſe qui ſe rétrécit vers ſon ſommet lequel eſt ſurmonté d'un style charnu, blanc, de la longueur des étamines, termine par un stigmate preſque aigu, jaune. 
L'ovaire devient une capsule à une ſeule loge qui s'entr'ouvre en trois valves dont les bords ſe prolongent & ſe roulent intérieurement. 
C’eſt ſur ces bords que ſont attachées des semences très menues & en grand nombre. 
Les feuilles paroiſſent mucilagineuſes quand on les mache.
Les Nègres & les Créoles ſ'en ſervent dans leurs alimens en guiſe de Caroulou ou Calalou. 
Cette plante croît dans les lieux humides & au bord des ruiſſeaux de l'île de Caïenne & de la Guiane. On la trouvé toujours en Fleur ou en graine. 
Elle eſt nommée ADIMA par les Galibis. »

— Fusée-Aublet, 1775